# Верхнеуфалейский городской округ
Верхнеуфалейский городской округ — муниципальное образование в составе Челябинской области Российской Федерации. Административный центр — город Верхний Уфалей.
Соответствует административно-территориальной единице город областного подчинения Верхний Уфалей (не входящей в состав районов).
Распоряжением Правительства РФ от 29 июля 2014 года № 1398-р «Об утверждении перечня моногородов» муниципальное образование включено в категорию «Монопрофильные муниципальные образования Российской Федерации (моногорода) с наиболее сложным социально-экономическим положением».

## История
Округ продолжает историческое развитие Нижнеуфалейского поссовета.
Границы городского округа были установлены законом Челябинской области «О статусе и границах Верхнеуфалейского городского округа» № 264-ЗО от 26 августа 2004 года.

## География
Городской округ расположен в северной части Челябинской области. Общая площадь земельного фонда в административных границах городского округа составляет 161 308 га. Основная часть земель городского округа 160 368 га, или 99,4 % всей территории находится в государственной и муниципальной собственности. Площадь земель, которая находится в собственности граждан, составляет 662 га. В собственности юридических лиц находится 278 га.

## Население
| 1989    | 2002    | 2005    | 2006    | 2007    | 2008    | 2009    |
| ------- | ------- | ------- | ------- | ------- | ------- | ------- |
| 47 397  | ↘39 725 | ↘38 090 | ↘37 417 | ↘36 784 | ↘36 435 | ↗37 839 |
| 2010    | 2011    | 2012    | 2013    | 2014    | 2015    | 2016    |
| ↘35 006 | ↘34 947 | ↘34 371 | ↘33 861 | ↘33 366 | ↘32 746 | ↘32 279 |
| 2017    | 2018    | 2019    | 2020    | 2021    | 2023    |         |
| ↘31 769 | ↘31 267 | ↘30 564 | ↘30 352 | ↘25 989 | ↘25 532 |         |

## Состав городского округа
| №  | Населённый пункт | Тип населённого пункта          | Население |
| -- | ---------------- | ------------------------------- | --------- |
| 1  | Боровой          | посёлок                         | ↘154      |
| 2  | Верхний Уфалей   | город, административный центр   | ↘22 548   |
| 3  | Даутово          | деревня                         | ↘107      |
| 4  | Иткуль           | посёлок железнодорожной станции | ↘27       |
| 5  | Иткуль           | село                            | ↘122      |
| 6  | Каменушка        | посёлок                         | ↗13       |
| 7  | Коркодин         | посёлок платформы               | ↘146      |
| 8  | Нижний Уфалей    | посёлок                         | ↘2443     |
| 9  | Сайма            | хутор                           | ↗10       |
| 10 | Сельки           | посёлок                         | ↗9        |
| 11 | Силач            | посёлок железнодорожной станции | ↘160      |
| 12 | Уфимка           | посёлок                         | ↘197      |
| 13 | Черемшанка       | посёлок                         | ↘1025     |
| 14 | Чусовской        | посёлок                         | ↘111      |

### Упразднённые населённые пункты
Укагач — упраздненный в 2023 году посёлок
Ранее в состав Нижнеуфалейского поссовета входили:
- Октябрьский — упразднённый в 1944 году посёлок, вошедший в состав города Верхнего Уфалея.
- Тахта — упраздненный в 1995 году посёлок[20][21].

## Руководители местного самоуправления
Глава Верхнеуфалейского городского округа
Тарасов Сергей Николаевич.
Председатель собрания депутатов Верхнеуфалейского городского округа
Сергей Анатольевич Ханин.